# Кавезе
«Кавезе» (итал. Cavese 1919 SRL) — итальянский футбольный клуб из города Кава де Тиррени, выступающий в Серии D. Основан в 1919 году. Домашние матчи проводит на стадионе «Симонетта Ламберти», вмещающем 15 000 зрителей.

## История
В сезоне 2006/07 клуб занял 2 место в Серии C1/Б, но проиграл в плей-офф клубу «Фоджа».

## Достижения
Серия C1: (1)
- Победитель: 1980/81